# Apurba Kishore Bir

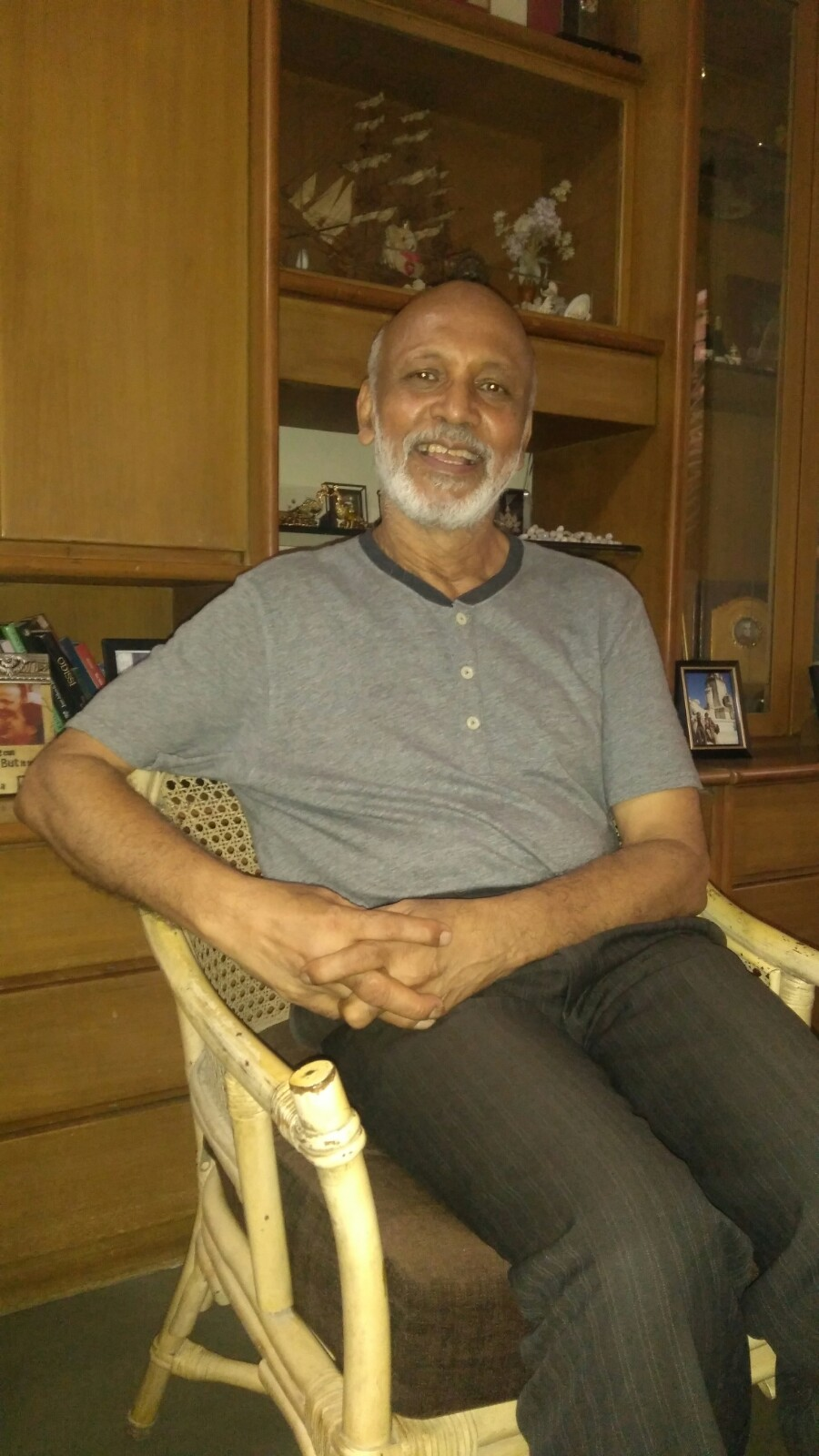
Apurba Kishore Bir

Apurba Kishore Bir (häufig A. K. Bir; * 1948 in Cuttack, Orissa) ist ein indischer Kameramann und Filmregisseur.

## Leben
Seine Ausbildung zum Kameramann schloss er 1969 mit Diplom am Film and Television Institute of India in Pune ab. Danach arbeitete er in der Werbeindustrie, drehte Dokumentar- und Kurzfilme. Bei Richard Attenboroughs Film Gandhi stand Bir hinter der zweiten Kamera. Seit 1991 ist Bir auch als Filmregisseur tätig. Seine Filme beschäftigen sich überwiegend mit dem Schicksal von Kindern. 1996 erhielt er eine Einladung als Jury-Mitglied der Kinderfilm-Sektion der Berlinale, wo zwei Jahre zuvor sein Film Lavanya Preeti im Kinderfilm-Wettbewerb gezeigt wurde.
Bir ist dreifacher Preisträger des National Film Award für die beste Kameraarbeit – für Awtar Krishna Kauls 27 Down 1974, B. Narsing Raos Daasi 1989 und seinen eigenen Adi Mimansa 1992, der auch einen Nargis Dutt Award erhielt. Baaja wurde 2003 mit einem National Film Award als bester Kinderfilm ausgezeichnet.
Zu A. K. Birs Hobbys gehören Malen und das Schreiben von Gedichten.

## Filmografie
- 1974: 27 Down
- 1976: Chhatrabhang
- 1976: Shaque
- 1978: Ondanondu Kaladalli
- 1978: Khatta Meetha
- 1982: Hamari Bahu Alka
- 1982: Sanam Teri Kasam
- 1982: Gandhi
- 1985: The City
- 1987: Maa Ooru
- 1988: Daasi
- 1988: Ram-Avtar
- 1990: The Lamp in the Niche
- 1990: Matti Manushulu
- 1991: Diksha
- 1991: Adi Mimansa (auch Regie)
- 1993: Lavanya Preeti (auch Regie)
- 1994: Aranyaka (auch Regie)
- 1997: Shesha Drushti (auch Regie)
- 2002: Shararat
- 2003: Harivillu
- 2003: Baaja (auch Regie)
- 2005: Shikhar
- 2008: Jianta Bhoota
- 2010: Huppa Huiyya